# العلاقات البرازيلية اللاوسية
العلاقات البرازيلية اللاوسية هي العلاقات الثنائية التي تجمع بين البرازيل ولاوس.

## مقارنة بين البلدين
هذه مقارنة عامة ومرجعية للدولتين:
| وجه المقارنة                                              | البرازيل | لاوس        |
| --------------------------------------------------------- | --- | ----------- |
| المساحة (كم2)                                             | 8.52 مليون | 236.80 ألف  |
| عدد السكان (نسمة)                                         | 202.66 مليون | 6.86 مليون  |
| الكثافة السكانية (ن./كم²)                                 | 23.79 | 28.97       |
| العاصمة                                                   | برازيليا، ريو دي جانيرو | فيينتيان    |
| اللغة الرسمية                                             | برتغالية برازيلية، Brazilian Sign Language ‏ | اللغة اللاو |
| العملة                                                    | ريال برازيلي، كروزيرو ريال برازيلي ‏، كروزيرو البرازيلية (1990–1993)، البرازيلي كروزادو نوفو، كروزادو برازيلي، cruzeiro ‏، كروزيرو البرازيلية (1942–1967)، الريال البرازيلي (قديم) | كيب لاوي    |
| الناتج المحلي الإجمالي (بليون دولار)                      | 2.06 تريليون | 16.85 مليار |
| الناتج المحلي الإجمالي (تعادل القوة الشرائية) بليون دولار | 3.22 تريليون | 38.71 مليار |
| الناتج المحلي الإجمالي الاسمي للفرد دولار أمريكي          | 8.54 ألف | 1.82 ألف    |
| الناتج المحلي الإجمالي للفرد دولار أمريكي                 | 15.89 ألف |             |
| مؤشر التنمية البشرية                                      | 0.754 | 0.575       |
| رمز المكالمات الدولي                                      | +55 | +856        |
| رمز الإنترنت                                              | .br | .la         |
| المنطقة الزمنية                                           | | ت ع م+07:00 |

## منظمات دولية مشتركة
يشترك البلدان في عضوية مجموعة من المنظمات الدولية، منها:
| علم المنظمة | اسم المنظمة                        | تاريخ انضمام البرازيل | تاريخ انضمام لاوس |
| ----------- | ---------------------------------- | --------------------- | ----------------- |
|             | البنك الدولي للإنشاء والتعمير      | 14 يناير 1946         | 5 يوليو 1961      |
|             | يونسكو                             | 4 نوفمبر 1946         | 9 يوليو 1951      |
|             | وكالة ضمان الاستثمار متعدد الأطراف | 7 يناير 1993          | 5 أبريل 2000      |
|             | مؤسسة التمويل الدولية              | 31 ديسمبر 1956        | 29 يناير 1992     |
|             | منظمة الشرطة الجنائية الدولية      | ?                     | ?                 |
|             | الأمم المتحدة                      | 24 أكتوبر 1945        | 14 ديسمبر 1955    |
|             | مؤسسة التنمية الدولية              | 15 مارس 1963          | 28 أكتوبر 1963    |
|             | منظمة حظر الأسلحة الكيميائية       | ?                     | ?                 |

## وصلات خارجية
- موقع وزارة الخارجية البرازيلية